# František Josef Černín z Chudenic
František Josef hrabě Czernin z Chudenic (5. března 1697 Praha [?] – 6. března 1733 ve Vídni) byl český šlechtic z nedrahovické větve rodu Černínů z Chudenic a první vladař domu hradeckého a chudenického.

## Život

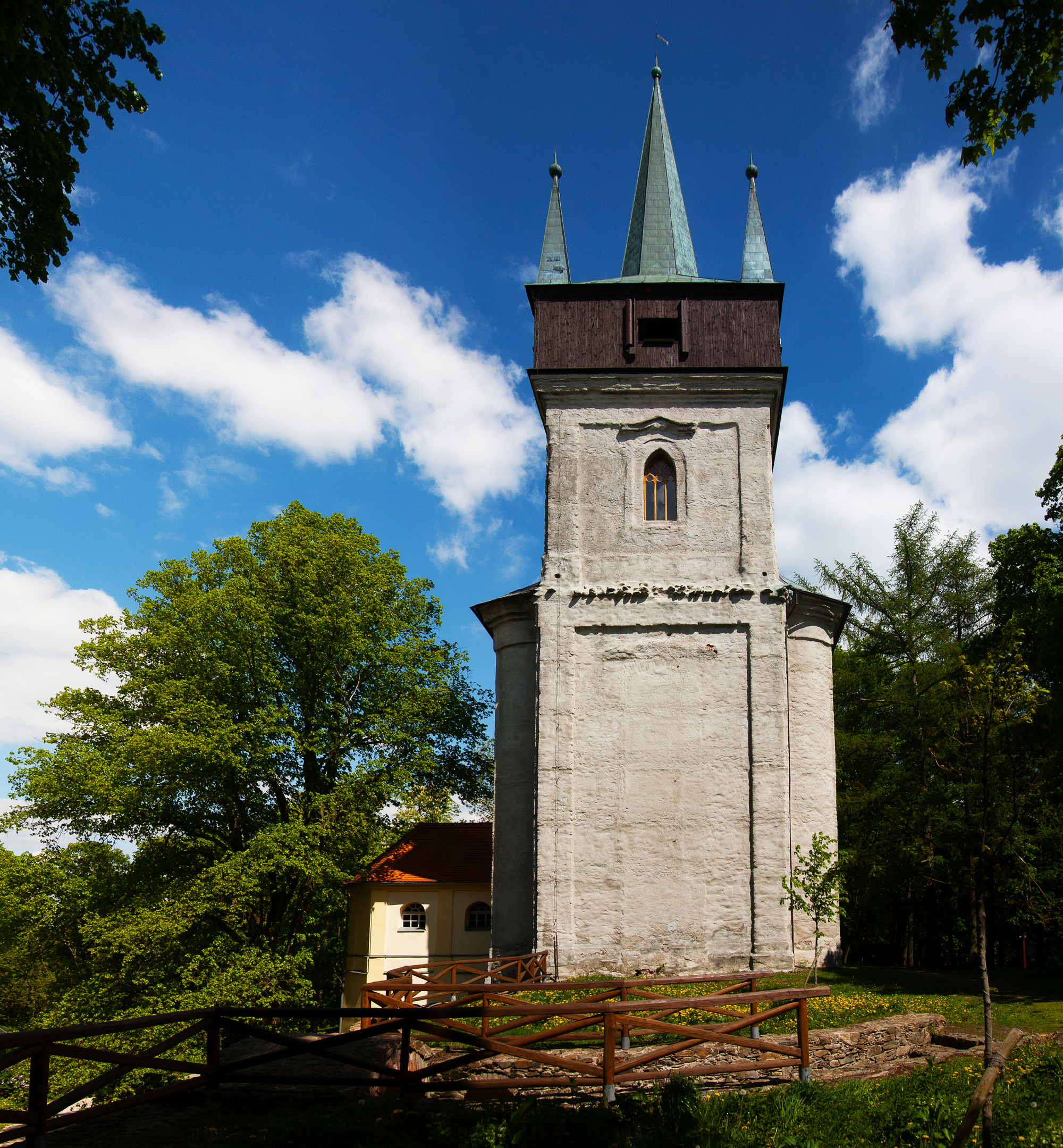
Někdejší kostel svatého Volfganga v Chudenicích, dnes rozhledna na Bolfánku

Narodil se jako první syn a druhý ze čtyř potomků Heřmana Jakuba Czernina z Chudenic (1659–1710), nejvyššího purkrabího Českého království (1704–1710), a jeho první manželky Marie Josefy Slavatové z Chlumu a Košumberka (1667–1708), která byla dcerou Jana Jiřího Jáchyma Slavaty z Chlumu a Košumberka a dědičkou slavatovského jindřichohradeckého panství (1693). Pokřtěn byl u skotských benediktýnů ve Vídni a jeho kmotry byli nejvyšší kancléř Českého království František Oldřich Kinský, Marie Alžběta z Eggenbergu, manželka nejvyššího hofmistra císařského dvora Ferdinanda Josefa z Ditrichštejna, a Jan Leopold Donát z Trautsonu, budoucí nejvyšší císařský hofmistr.
V šesti letech těžce onemocněl. Studoval na piaristickém gymnáziu v Kosmonosích. V roce 1710 mu zemřel otec a poručnictví nad ním převzala jeho sestra Marie Markéta s manželem Františkem Josefem z Valdštejna. V letech 1715–1717 vykonal kavalírskou cestu, během níž navštívil Štrasburk, Paříž, Brusel a Utrecht. Dokonale se tam naučil francouzsky.
Byl vášnivým cestovatelem a navštěvoval hlavně Francii, Itálii a Nizozemí. V roce 1716 byl Karlem VI. jmenován dědičným nejvyšším číšníkem Království českého a od roku 1721 byl nejvyšším dvorským sudím. Byl také císařským komořím a tajným radou. V letech 1721 a 1728–1730 byl jmenován královským sněmovním komisařem, to znamená, že na českém zemském sněmu zastupoval císaře. Zemřel v 36 letech a byl pochován v kapli sv. Zikmunda v katedrále sv. Víta na Pražském hradě, jeho srdce však bylo pochováno v černínské rodinné hrobce v Chudenicích.
Podporoval i své příbuzné z chudenické větve rodu. Pomohl synovi Františka Maxmiliána Černína Janu Václavovi (1667–1743) získat post královského hejtmana Nového Města (1721) a později Starého Města pražského (1729). Jeho synovi Heřmanu Jakubovi (1706–1784) spolufinancoval kavalírskou cestu do západní a jižní Evropy v letech 1725–1727.

## Majetek a mecenášství

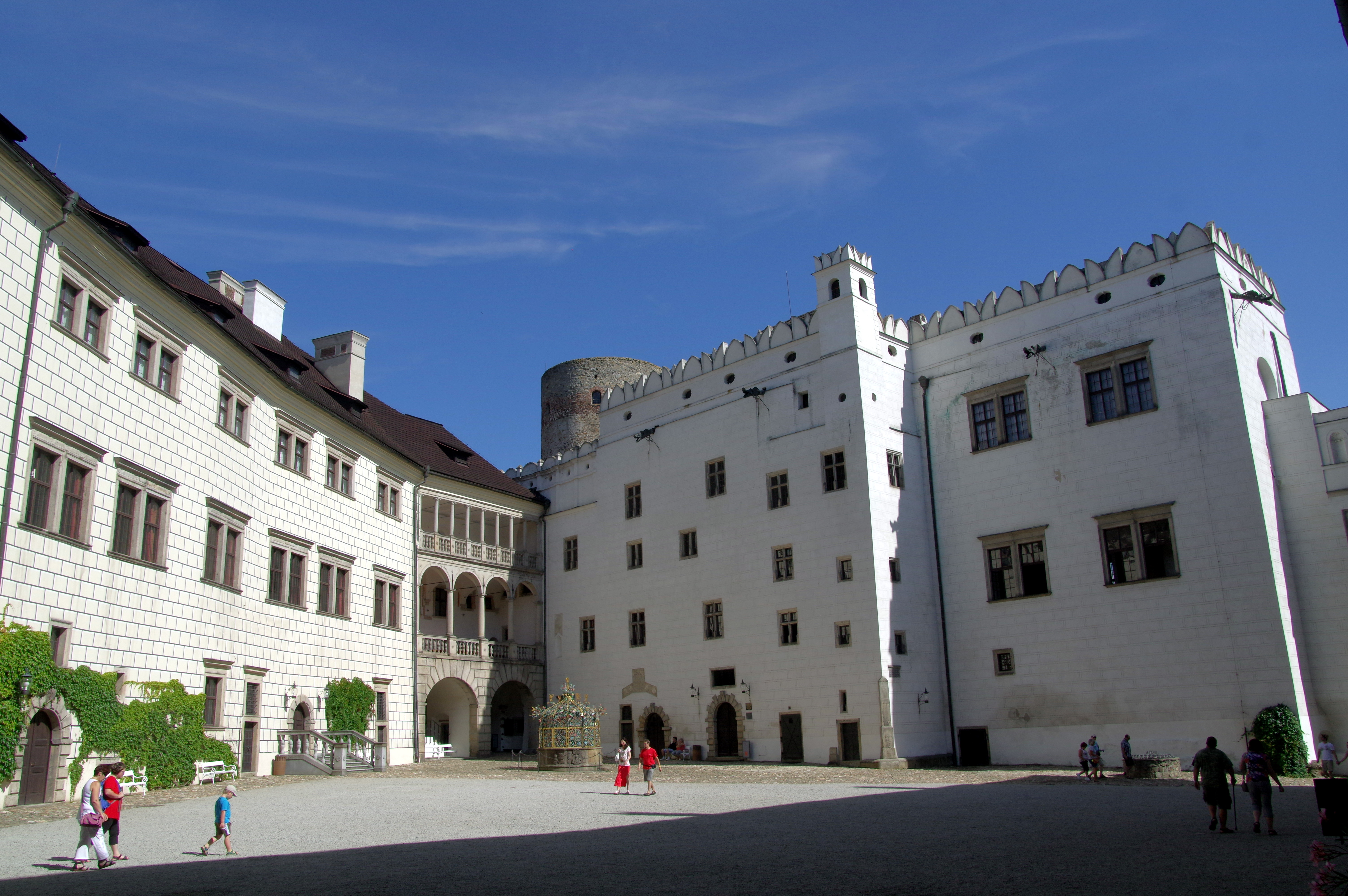
Zámek v Jindřichově Hradci

Po rodičích vlastnil Chudenice, Švihov, Krásný Dvůr, Petrohrad, Stružná (kdysi Kysibl, její cena byla 114 tisíc zlatých), Kostomlaty, Mělník, Kosmonosy (v hodnotě 102 tisíc zlatých), Kost (téměř 187 tisíc zlatých), Vinoř, Kowary (kdysi Schmiedeberg ve Slezsku a Jindřichův Hradec. Majetek rozšířil (případně jeho poručníci) o Srbice, Chocomyšl, Lštění, Kanice, Přestavlky, Dobříkov, Rabštejn, Stráž nad Nežárkou, Dlažov, Spůle, Mezholezy, Smržovice a Slavíkovice Jeho rod neměl nikdy předtím ani potom větší nemovitý majetek. Jím vlastněná panství, statky a dvory se nacházely ve pěti krajích, a sice Vltavském, Bechyňském, Plzeňském, Žateckém a Boleslavském.
Nejenom císaři poskytoval obrovské sumy peněz (půjčky, dary), proto se dostal do finančních nesnází a musel změnit fideikomis. Jeho nová podoba byla zapsána do zemských desek 27. dubna 1731 a zahrnovala Krásný Dvůr, Petrohrad, Kowary, statek Milčeves, Černínský palác v Praze na Hradčanech, Chudenice, Jindřichův Hradec, Švihov, statky Polín, Srbice a Chocomyšl. Hodnota tohoto majetku přesáhla 1 milion zlatých.

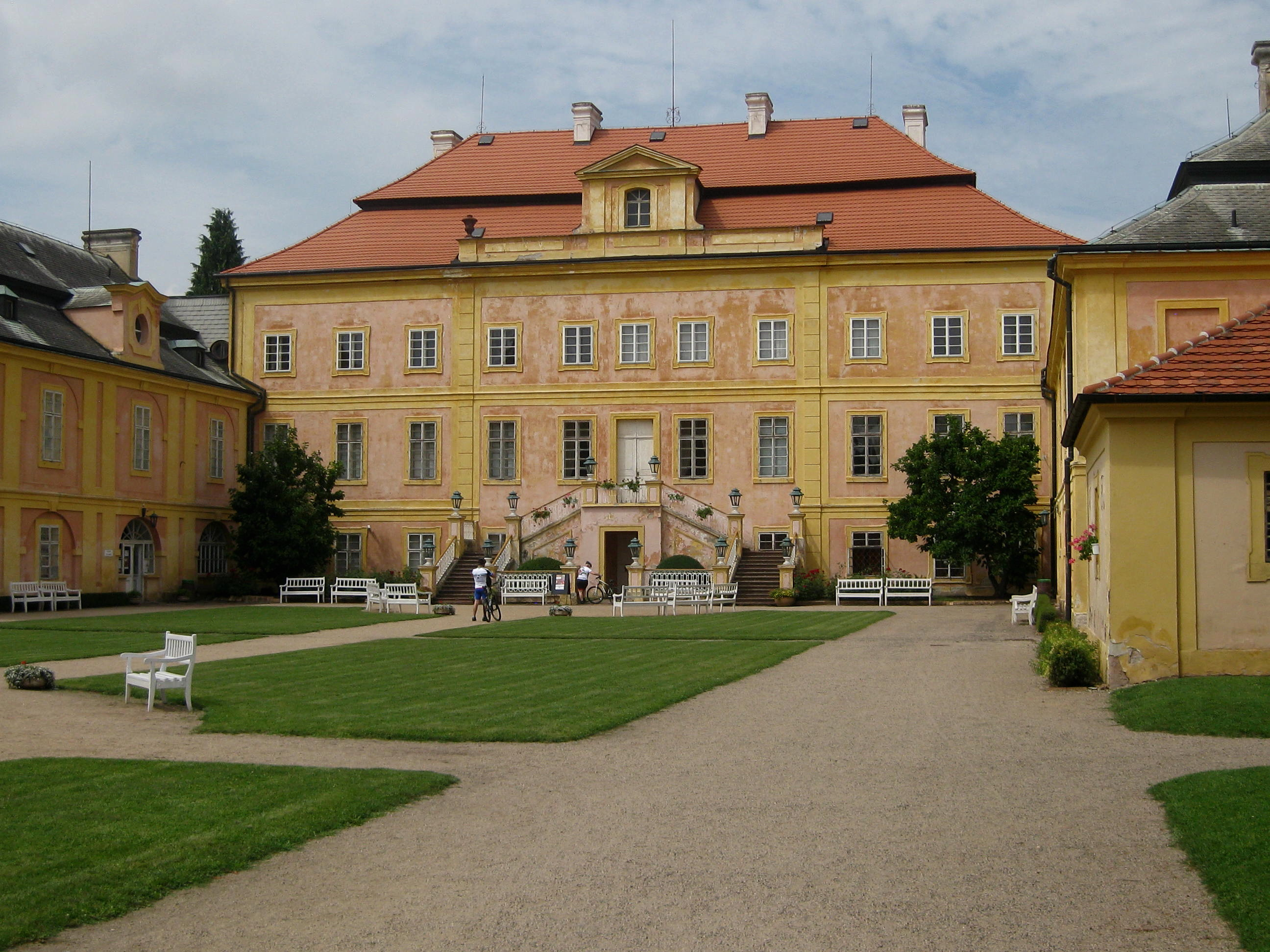
Zámek Krásný Dvůr

V dospělosti byl František Josef velkým stavitelem a zasloužil se o výstavbu zámku Krásný dvůr, nechal opravit zámek v Jindřichově Hradci po požáru v roce 1721. A také nechal zbudovat chudenickou Bažantnici a poutní kostel sv. Volfganga. Na Černínském paláci v Praze pracovali František Maxmilián Kaňka, Matyáš Bernard Braun nebo Ondřej Filip Quitainer.
Byl donátorem 6. a 10. kaple poutní cesty od pražské Lorety do kláštera v Hájku. Kaple byly stavěny v letech 1720–1724.

## Vyobrazení
Kopie jeho portrétu namalovaného Petrem Brandlem v roce 1721 visí v přízemí zámku v Jindřichově Hradci.

## Rodina
Oženil se 12. května 1717 se čtrnáctiletou Isabelou Marií z Merode z Westerloo (1703–1780), dcerou Jana Filipa hraběte z Merode markýze z Westerloo a jeho manželky Marie Terezy Pignatelli, vévodkyně z Monteleone. Seznámili se v Bruselu. Narodilo se jim pět dětí:
- 1. Marie Tereza (18. 4. 1719 – 4. 3. 1786)[11]
  - ∞ (20. 8. 1738) František Ferdinand Novohradský z Kolowrat (10. 9. 1714 – 10. 12. 1763)
- 2. Marie Desiderie Norbertina (23. 5. 1720 – 1. 10. 1720)[11]
- 3. Marie Anna (19. 1. 1722 – 15. 1. 1772)[11]
  - ∞ (9. 4. 1741) František II. z Mansfeld-Vorderortu, kníže z Fondi (6. 7. 1712 – 15. 2. 1780)
- 4. Václav Jan Nepomuk František (5. 6. 1724[11] – 22. 2. 1733 Praha,[1] pohřben v kapli sv. Zikmunda v katedrále sv. Víta[1])
- 5. Prokop Vojtěch František (23. 2. 1726 Praha[12] – 30. 1. 1777, pohřben v kapli sv. Zikmunda v katedrále sv. Víta[13])
  - 1. ∞ (28. 6. 1746) Marie Antonie Colloredová (21. 4. 1728 – 2. 10. 1757, pohřbena v kapli sv. Zikmunda v katedrále sv. Víta)
  - 2. ∞ (18. 8. 1759) Marie Tereza Rajská z Dubnic (17. 5. 1736 – 5. 2. 1780, pohřbena v kapli sv. Zikmunda v katedrále sv. Víta)

Vdova Isabela Marie se v roce 1735 podruhé vdala za Černínova nevlastního bratra Františka Antonína (1710–1739). Prvního manžela přežila téměř o 50 let.

## Vývod z předků
|                                   |                                               |  |                                     |                                       |  |  |  |  |  |  |  | Humprecht III. Černín z Chudenic |
|                                   |                                               |  |                                     |                                       |  |  |  |  |  |  |  |                                  |
|                                   | Jan Adam Černín z Chudenic                    |  |                                     |                                       |  |  |  |  |  |  |  |                                  |
|                                   |                                               |  |                                     |                                       |  |  |  |  |  |  |  |                                  |
|                                   |                                               |  |                                     | Eva Polyxena Voračická z Paběnic      |  |  |  |  |  |  |  |                                  |
|                                   |                                               |  |                                     |                                       |  |  |  |  |  |  |  |                                  |
|                                   | Humprecht Jan Černín                          |  |                                     |                                       |  |  |  |  |  |  |  |                                  |
|                                   |                                               |  |                                     |                                       |  |  |  |  |  |  |  |                                  |
|                                   |                                               |  |                                     | Jiří Homut z Harasova                 |  |  |  |  |  |  |  |                                  |
|                                   |                                               |  |                                     |                                       |  |  |  |  |  |  |  |                                  |
|                                   | Zuzana Černínová z Harasova                   |  |                                     |                                       |  |  |  |  |  |  |  |                                  |
|                                   |                                               |  |                                     |                                       |  |  |  |  |  |  |  |                                  |
|                                   |                                               |  |                                     | Eliška z Cimburka                     |  |  |  |  |  |  |  |                                  |
|                                   |                                               |  |                                     |                                       |  |  |  |  |  |  |  |                                  |
|                                   | Heřman Jakub Czernin z Chudenic               |  |                                     |                                       |  |  |  |  |  |  |  |                                  |
|                                   |                                               |  |                                     |                                       |  |  |  |  |  |  |  |                                  |
|                                   |                                               |  |                                     | Rodolfo Ippoliti, Marchese di Gazoldo |  |  |  |  |  |  |  |                                  |
|                                   |                                               |  |                                     |                                       |  |  |  |  |  |  |  |                                  |
|                                   | Paolo Ippoliti, Marchese di Gazoldi           |  |                                     |                                       |  |  |  |  |  |  |  |                                  |
|                                   |                                               |  |                                     |                                       |  |  |  |  |  |  |  |                                  |
|                                   |                                               |  |                                     | Olympia Cortona                       |  |  |  |  |  |  |  |                                  |
|                                   |                                               |  |                                     |                                       |  |  |  |  |  |  |  |                                  |
|                                   | Diana Ippoliti di Gazoldo                     |  |                                     |                                       |  |  |  |  |  |  |  |                                  |
|                                   |                                               |  |                                     |                                       |  |  |  |  |  |  |  |                                  |
|                                   |                                               |  |                                     | Lodovico, Conte Fantini               |  |  |  |  |  |  |  |                                  |
|                                   |                                               |  |                                     |                                       |  |  |  |  |  |  |  |                                  |
|                                   | Ippolita Fantini                              |  |                                     |                                       |  |  |  |  |  |  |  |                                  |
|                                   |                                               |  |                                     |                                       |  |  |  |  |  |  |  |                                  |
|                                   |                                               |  |                                     | Octavia Suardi                        |  |  |  |  |  |  |  |                                  |
|                                   |                                               |  |                                     |                                       |  |  |  |  |  |  |  |                                  |
| František Josef Černín z Chudenic |                                               |  |                                     |                                       |  |  |  |  |  |  |  |                                  |
|                                   |                                               |  |                                     |                                       |  |  |  |  |  |  |  |                                  |
|                                   |                                               |  | Vilém Slavata z Chlumu a Košumberka |                                       |  |  |  |  |  |  |  |                                  |
|                                   |                                               |  |                                     |                                       |  |  |  |  |  |  |  |                                  |
|                                   | Jáchym Oldřich Slavata z Chlumu a Košumberka  |  |                                     |                                       |  |  |  |  |  |  |  |                                  |
|                                   |                                               |  |                                     |                                       |  |  |  |  |  |  |  |                                  |
|                                   |                                               |  |                                     | Lucie Otýlie z Hradce                 |  |  |  |  |  |  |  |                                  |
|                                   |                                               |  |                                     |                                       |  |  |  |  |  |  |  |                                  |
|                                   | Jan Jiří Jáchym Slavata z Chlumu a Košumberka |  |                                     |                                       |  |  |  |  |  |  |  |                                  |
|                                   |                                               |  |                                     |                                       |  |  |  |  |  |  |  |                                  |
|                                   |                                               |  |                                     | Leonard Helfried z Meggau             |  |  |  |  |  |  |  |                                  |
|                                   |                                               |  |                                     |                                       |  |  |  |  |  |  |  |                                  |
|                                   | Marie Františka z Meggau                      |  |                                     |                                       |  |  |  |  |  |  |  |                                  |
|                                   |                                               |  |                                     |                                       |  |  |  |  |  |  |  |                                  |
|                                   |                                               |  |                                     | Anna Zuzana z Khuen-Belasi            |  |  |  |  |  |  |  |                                  |
|                                   |                                               |  |                                     |                                       |  |  |  |  |  |  |  |                                  |
|                                   | Marie Josefa Slavatová z Chlumu a Košumberka  |  |                                     |                                       |  |  |  |  |  |  |  |                                  |
|                                   |                                               |  |                                     |                                       |  |  |  |  |  |  |  |                                  |
|                                   |                                               |  |                                     | Pavel Sixt III. z Trautsonu           |  |  |  |  |  |  |  |                                  |
|                                   |                                               |  |                                     |                                       |  |  |  |  |  |  |  |                                  |
|                                   | Jan František z Trautsonu                     |  |                                     |                                       |  |  |  |  |  |  |  |                                  |
|                                   |                                               |  |                                     |                                       |  |  |  |  |  |  |  |                                  |
|                                   |                                               |  |                                     | Zuzana Veronika z Trautsonu           |  |  |  |  |  |  |  |                                  |
|                                   |                                               |  |                                     |                                       |  |  |  |  |  |  |  |                                  |
|                                   | Marie Markéta Trautsonová z Falkensteinu      |  |                                     |                                       |  |  |  |  |  |  |  |                                  |
|                                   |                                               |  |                                     |                                       |  |  |  |  |  |  |  |                                  |
|                                   |                                               |  |                                     | Volf z Mansfeldu                      |  |  |  |  |  |  |  |                                  |
|                                   |                                               |  |                                     |                                       |  |  |  |  |  |  |  |                                  |
|                                   | Kristýna Alžběta z Mansfeldu                  |  |                                     |                                       |  |  |  |  |  |  |  |                                  |
|                                   |                                               |  |                                     |                                       |  |  |  |  |  |  |  |                                  |
|                                   |                                               |  |                                     | Žofie Schenková z Tautenburgu         |  |  |  |  |  |  |  |                                  |
|                                   |                                               |  |                                     |                                       |  |  |  |  |  |  |  |                                  |